# Ered Mithrin

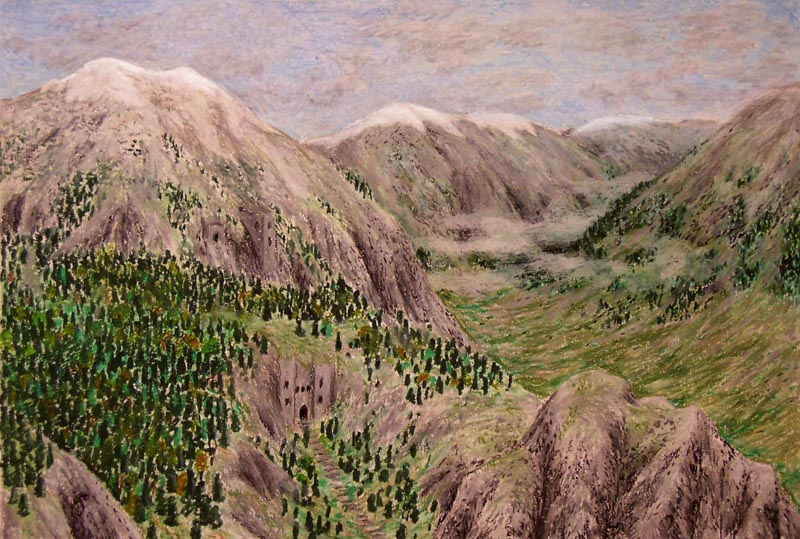
Vue d'artiste de l'Ered Mithrin.

Les Montagnes Grises (Ered Mithrin en sindarin) sont une chaîne de montagnes de la Terre du Milieu, univers de fiction créé par J. R. R. Tolkien.

## Géographie
Les Montagnes Grises s'étendent selon un axe ouest-est, du mont Gundabad à la Brande Desséchée, à l'extrémité nord du Rhovanion. Au-delà se situent les vastes régions inexplorées du Forodwaith (« Désert du Nord »). À l'est, la chaîne se divise en deux branches qui entourent la Brande (ou Lande) Desséchée, une région désolée peuplée de dragons.
Plusieurs rivières prennent leur source sur le versant sud des Montagnes Grises : la Rivière de la Forêt, qui traverse la Forêt Noire pour se jeter dans le Long Lac, ainsi que la Greylin, l'un des deux petits cours d'eau qui donnent naissance au grand fleuve Anduin.

## Histoire
Les Nains de Khazad-dûm occupent l'Ered Mithrin dès le Premier Âge, dans le cadre d'un vaste empire s'étendant des versants orientaux des Monts Brumeux jusqu'aux Collines de Fer. Leur alliance avec les Hommes peuplant le Rhovanion leur assure la prospérité, mais au Second Âge, le retour en force de Sauron anéantit la puissance des hommes du Rhovanion, tandis que les Nains, enfermés dans la Moria, sont incapables d'empêcher les orques d'infester l'Ered Mithrin et de s'emparer du mont Gundabad.
Les Montagnes Grises ne réapparaissent dans l'histoire qu'au Troisième Âge, avec la fuite des Nains de la Moria, chassés par le Balrog (1980 T.A.). Leur roi Thráin Ier s'établit en Erebor, mais la plupart des rescapés s'installent dans l'Ered Mithrin, où le propre fils de Thráin, Thorin Ier, vient s'établir à son tour (2210 T.A.). Vers la même période, Fram des Éothéod (ancêtres des Rohirrim) tue Scatha, le dernier des dragons de la région, et se querelle avec les nains concernant le devenir de son trésor.
Les dragons recommencent toutefois à prospérer, et vers 2570, commencent à s'en prendre aux nains. Vingt ans plus tard, le roi Dáin Ier est tué par l'un d'entre eux, et le Peuple de Durin se disperse à nouveau : Thrór, le fils aîné de Dáin, retourne en Erebor, tandis que son cadet Grór part s'établir dans les Collines de Fer.